# Višňové (Žilina)
Višňové es un municipio del distrito de Žilina en la región de Žilina, Eslovaquia, con una población estimada a final del año 2024 de 3013 habitantes.
Se encuentra ubicado al oeste de la región, cerca del curso alto del río Váh (cuenca hidrográfica del Danubio) y de la frontera con la región de Trenčín.

## Demografía
| Año        | 1994 | 2004    | 2014    | 2024    |
| ---------- | ---- | ------- | ------- | ------- |
| Población  | 2436 | 2520    | 2750    | 3013    |
| Diferencia |      | +3,44 % | +9,12 % | +9,56 % |

| Año        | 2023 | 2024    |
| ---------- | ---- | ------- |
| Población  | 3010 | 3013    |
| Diferencia |      | +0,09 % |